# Courtenay-Comox (circonscription britanno-colombienne)
Pour les articles homonymes, voir Courtenay et Comox.
Circonscription électorale provinciale du Canada
Courtenay-Comox est une circonscription provinciale de la Colombie-Britannique représentée à l'Assemblée législative de la Colombie-Britannique depuis 2017.

## Géographie
En 2020, la circonscription représente une partie du district régional de Comox Valley sur l'île de Vancouver. Elle inclut les villes de Courtenay et Comox, ainsi que les communautés de Merville, Black Creek et le Mont Washington.

## Liste des députés
| Législature                                           | Années                                                | Député                                                | Député                                                | Parti                                                 |
| Courtenay-Comox Circonscription issue de Comox Valley | Courtenay-Comox Circonscription issue de Comox Valley | Courtenay-Comox Circonscription issue de Comox Valley | Courtenay-Comox Circonscription issue de Comox Valley | Courtenay-Comox Circonscription issue de Comox Valley |
| ----------------------------------------------------- | ----------------------------------------------------- | ----------------------------------------------------- | ----------------------------------------------------- | ----------------------------------------------------- |
| 41e                                                   | 2017–2020                                             |                                                       | Ronna-Rae Leonard (en)                                | Néo-démocrate                                         |
| 42e                                                   | 2020–2024                                             |                                                       | Ronna-Rae Leonard (en)                                | Néo-démocrate                                         |
| 43e                                                   | 2024–en cours                                         |                                                       | Brennan Day (en)                                      | Conservateur                                          |